# Comparsa de Piratas
La comparsa de Piratas es una de las catorce comparsas que participan en las Fiestas de Moros y Cristianos de la ciudad de Villena, España.
Desfiló por primera vez en 1939 y es original de Villena, donde consiguió ser una de las comparsas más populares, siendo posteriormente emulada en muchas otras poblaciones (bien por socios villenenses emigrados o por inspiración y simpatía). Desfila al final del bando moro porque originalmente perteneció al bando cristiano.
Es una comparsa con una personalidad muy propia y característica, debido al desenfado con el que desfilan sus socios, rompiendo filas constantemente, saltando, haciendo corros al son de la música o efectuando sus populares volteretas. En un intento por mantener una cierta formalidad, se crearon "los cabeza de bloque", una primera escuadra de piratas de negro que tratan de "contener" a los socios de las filas de atrás.

## Historia
Aunque en 1935 ya se intentó poner a punto esta comparsa, no fue hasta después de la contienda civil, en 1939, cuando los Piratas se constituyeron como agrupación para participar en las fiestas de moros y cristianos. Joaquín López Llácer fue el primer cabo de la escuadra, y la banda de Cañada la primera que acompañó a los entonces escasos asociados, 23 en total. Con motivo del cumplimiento del servicio militar, la mayoría de ellos no pudieron desfilar al año siguiente, y en 1940 otros piratas continuaron la labor de sus predecesores.

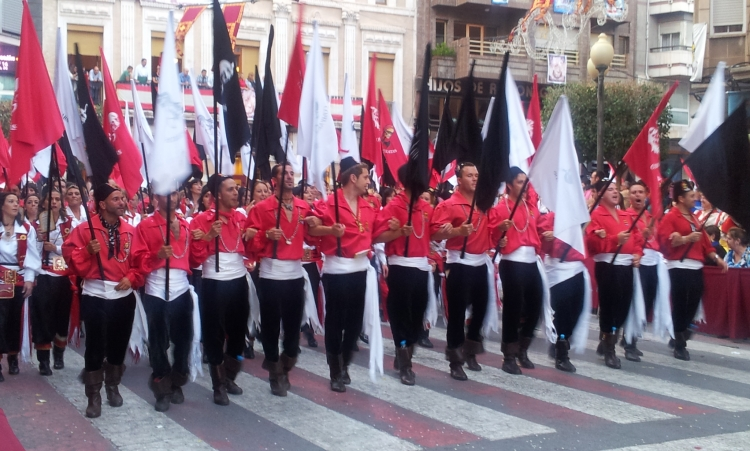
Bloque especial de celebración del 75 aniversario, en la entrada de nuevos capitanes y alféreces de 2013.

La comparsa de Piratas fue incluida en el bando cristianos, desfilando detrás de los Estudiantes durante ocho entradas, pasando en 1947 al bando moro, siempre en último lugar, y delante de los Estudiantes. Es en 1949 cuando los componentes de la comparsa deciden un nuevo diseño para el traje oficial, pasando a ser prácticamente como en la actualidad, a excepción de las botas. Pepe Serrano y Antonio Valiente son los encargados del mismo que hasta ese momento era completamente negro, añadiendo también la capa.
En la década de los cincuenta llega, por fin, el vertiginoso incremento de socios. En 1950 éstos eran 36, en 1955, 340, en 1968, 402, en 1978, 714, y en más de 2000 a principios del siglo XXI, siendo actualmente la mayor asociación festera de todo el entorno de los Moros y Cristianos.

## Los Piratas y la popularidad de Paquito el Chocolatero
La interpretación del pasodoble Paquito el Chocolatero (Gustavo Pascual Falcó, Cocentaina) se limitaba en su origen a las Fiestas de Moros y Cristianos de las poblaciones circundantes. En las fiestas de la cercana ciudad de Villena adquiriría rápida popularidad y suele acompañar a las comparsas en sus desfiles.
Es entonces cuando, en la década de los 40, un cabo de escuadra de la comparsa de Piratas, apodado "El Roña", pone de moda el "jé" pirata que acompañaría a los compases del pasodoble. Debido a un defecto físico, desfilaba basculando y las filas de piratas que encabezaba le hacían la broma de "¡Jé, que te caes!", inclinándose hacia adelante con la música parodiando sus esforzados pasos. Con el tiempo, y con la popularidad que adquiriría la comparsa, el gesto se fue extendiendo, acompañando a día de hoy a los sones de Paquito el Chocolatero.